# Campeonato Brasileiro de Showbol
O Campeonato Brasileiro de Showbol é uma competição da modalidade showbol que reúne equipes tradicionais do futebol de campo brasileiro com equipes adaptadas a esta prática. Geralmente com jogadores aposentados do futebol de campo e que obtiveram algum sucesso na equipe principal desses clubes. O primeiro campeão foi o Santos, o clube mais vezes campeão é o Flamengo com 4 títulos, e além desses, apenas Fluminense e Vasco da Gama conquistaram o título.
O torneio é organizado pelo Showbol Brasil. Todas as competições contaram com 12 clubes. 

## Títulos

### Por equipes
| Clube            | Títulos                     | Vices           | Terceiro lugar | Quarto lugar          |
| ---------------- | --------------------------- | --------------- | -------------- | --------------------- |
| Flamengo         | 4 (2009, 2010, 2012 e 2013) | 0               | 1 (2011)       | 1 (2014)              |
| Santos           | 1 (2008)                    | 2 (2009 e 2012) | 0              | 0                     |
| Vasco da Gama    | 1 (2011)                    | 0               | 1 (2014)       | 1 (2012)              |
| Fluminense       | 1 (2014)                    | 0               | 0              | 3 (2008, 2010 e 2011) |
| São Paulo        | 0                           | 2 (2011 e 2013) | 1 (2012)       | 0                     |
| Palmeiras        | 0                           | 1 (2014)        | 1 (2010)       | 1 (2009)              |
| Atlético Mineiro | 0                           | 1 (2008)        | 1 (2013)       | 0                     |
| Corinthians      | 0                           | 1 (2010)        | 0              | 0                     |
| Internacional    | 0                           | 0               | 1 (2008)       | 1 (2013)              |
| Botafogo         | 0                           | 0               | 1 (2009)       | 0                     |

### Por estado
| Estado            | Títulos | Vices | Terceiro lugar | Quarto lugar |
| ----------------- | ------- | ----- | -------------- | ------------ |
| Rio de Janeiro    | 6       | 0     | 3              | 5            |
| São Paulo         | 1       | 6     | 2              | 1            |
| Minas Gerais      | 0       | 1     | 1              | 0            |
| Rio Grande do Sul | 0       | 0     | 1              | 1            |

### Por região
| Região  | Títulos | Vices | Terceiro lugar | Quarto lugar |
| ------- | ------- | ----- | -------------- | ------------ |
| Sudeste | 7       | 7     | 6              | 6            |
| Sul     | 0       | 0     | 1              | 1            |

## Artilheiros[1]
| Ano  | Artilheiro | Clube     | Gols |
| ---- | ---------- | --------- | ---- |
| 2008 | Oséas      | Palmeiras | 10   |
| 2009 | Djalminha  | Flamengo  | 20   |
| 2010 | Djalminha  | Flamengo  | 17   |
| 2011 | Amoroso    | São Paulo | 24   |
| 2012 | Djalminha  | Flamengo  | 23   |
| 2013 | Djalminha  | Flamengo  | 17   |
| 2014 | Djalminha  | Flamengo  | 15   |

## Feito
- Na edição de 2012, o jogador Cadu, do Fluminense, marcou o gol mais rápido dos campeonatos brasileiros de Showbol. Na partida contra o Vasco, ele abriu o marcador com 12 segundos de jogo.[3]

## Ligações Externas
- Site oficial do showbol